# Савина (Пишминський міський округ)
Са́вина (рос. Савина) — присілок у складі Пишминського міського округу Свердловської області.
Населення — 215 осіб (2010, 206 у 2002).
Національний склад станом на 2002 рік: росіяни — 94 %.